# Dune (album Klausa Schulzego)
Dune – jedenasty album studyjny Klausa Schulzego, wydany w 1979 roku w Niemczech nakładem wytwórni Brain. Wielokrotnie wznawiany, w tym 25 lipca 2005 roku nakładem Revisited Records jako zremasterowany CD z dodatkowym, wcześniej niewydanym utworem.

## Album

### Historia
Klaus Schulze napisał w tekście informacyjnym na okładce albumu, że miał w swoim kalendarzu obszerną europejską trasę koncertową na początku 1977 roku i zaprosił do niej na kilka występów Arthura Browna, „który przekonał mnie prawie dziesięć lat temu swoim pierwszym LP i hitem „Fire”. W 1979 roku zaprosił ponownie brytyjskiego wokalistę do nagrania utworu „Shadows Of Ignorance” na swoim kolejnym albumie. Tytuł albumu i inspiracje literackie Schulze zaczerpnął ze swojej ulubionej powieści science fiction Diuna, napisanej przez Franka Herberta. Jak przyznał: „To była moja biblia w tamtych czasach, tak jak Władca Pierścieni Tolkiena dla innych ludzi. Tolkien był dla mnie zbyt fantastyczny, ale byłem tak zafascynowany Diuną, że czytałem wszystkie trzy tomy w kółko, jak pętlę”. Zaprosił również Wolfganga Tiepolda, który udanie wystąpił na X w 1978 roku: „Ponieważ nie znałem żadnego innego muzyka orkiestrowego poza Tiepoldem, który mógłby improwizować bez nut, zabrałem go również do studia na Dune.

### Lista utworów
Lista i informacje według Discogs:
Seite 1
| 1. | Dune | 30:06 |
|    |      |       |
|    |      | 30:06 |
|    |      |       |
Seite 2
| 1. | Shadows Of Ignorance | 26:15 |
|    |                      |       |
|    |                      | 26:15 |
|    |                      |       |

### Informacje
- Klaus Schulze – muzyka, produkcja, keyboardy, tekst „Shadows Of Ignorance”
- Wolfgang Tiepold – wiolonczela
- Arthur Brown – śpiew w „Shadows Of Ignorance”
- okładka – K. D. Mueller

### Wznowienie (2005)
Album został wydany ponownie 25 lipca 2005 roku nakładem Revisited Records jako CD z dodatkowym utworem.
Kolejne wznowienie (tej samej wersji) pojawiło się 26 sierpnia 2016 roku nakładem niemieckiej wytwórni MIG (Made In Germany), specjalizującej się we wznowieniach.
| 1. | Dune                 | 30:28   |
|    |                      |         |
| 2. | Shadows Of Ignorance | 26:22   |
|    | Bonus Track:         |         |
| 3. | Le Mans              | 23:03   |
|    |                      |         |
|    |                      | 1:19:53 |
|    |                      |         |
„Dune” w wersji cyfrowej jest nieco dłuższy, niż na wydaniu winylowym (z uwagi na jego ograniczenia co do długości utworu). Dodatkowy utwór, „Le Mans”, został nagrany na żywo w opactwie L'Abbaye de l'Épeau we francuskim Le Mans w listopadzie 1979 roku.
- Klaus D. Müller – producent wznowienia

## Opinie krytyków
Dave Connolly z AllMusic bardzo wysoko ocenił utwór tytułowy: „Zaskakujące jest to, jak dobry jest ten utwór; od początkowych amorficznych form i obcych dźwięków po dostojną muzykę syntezatorową, która wznosi się w połowie, „Dune” jest jednym z najlepszych momentów Schulzego. (…) Biorąc pod uwagę nieco nierówny charakter katalogu Schulze, „Dune” jest absolutnym skarbem, wypełnionym subtelnymi odcieniami i odważnymi kolorami”. Zarazem zauważył, że „chociaż Klaus Schulze wypracował swój własny styl, odrębny od Tangerine Dream, to Dune jest bardziej przesiąknięty «klasycznymi» idiomami TD niż wiele jego dzieł”.
Zdaniem Thoralfa Koßa z Musikreviews.de Dune „po jego [Schulzego] dwupłytowym arcydziele X, jest tym razem szczególnie imponujący dzięki rozległym wiolonczelowym improwizacjom Wolfganga Tiepolta i wokalom Arthura Browna, który może nie rozpala «ognia» na „Shadows Of Ignorance”, ale mimo to dodaje zupełnie nowy, bardzo interesujący koloryt dźwiękowy do muzyki Klausa Schulzego.